# Armin Gottmann
Armin Gottmann (* 26. Mai 1943 in Berlin) ist ein deutscher Psychiater, Neurologe, Psychotherapeut und Yogalehrer. Von 1999 bis 2015 war er der oberste Leiter des weltweiten buddhistischen Ordens Arya Maitreya Mandala.

## Leben
Gottmann verbrachte seine Kindheit in Ostberlin. Als Sohn des Arztes Karl-Heinz Gottmann, der in Gujarat eine der Naturheilkunde gewidmete Klinik aufbaute, verbrachte Armin Gottmann einen Teil seiner Jugend (1959–1963) auf dem indischen Subkontinent. Dort unterzog er sich unter verschiedenen Lehrern einer systematischen spirituellen Schulung mit Schwerpunkten im Yoga und im Buddhismus. In Lonavla im indischen Bundesstaat Maharashtra absolvierte er eine mehrjährige Ausbildung zum Yogalehrer unter Swami Kuvalayananda. In Bangalore war Gottmann ein Schüler des Acharya Buddharakkhita, bei dem er Vipassana und Metta-Meditation studierte. Einige Zeit verbrachte er in Kalimpong mit Sangharakshita. Auch war Gottmann seit früher Jugend ein persönlicher Schüler Lama Anagarika Govindas, der für ihn zum maßgebenden spirituellen Lehrer wurde. 1964 wurde Gottmann mit dem Ordensnamen Asanga zum voll ordinierten Mitglied des von Govinda gegründeten Arya Maitreya Mandala.
Wieder in Europa nahm Armin Gottmann an der Philipps-Universität Marburg Studien der Indologie und der Medizin auf. Das Medizin-Studium schloss er 1972 an der Johannes Gutenberg-Universität Mainz mit der Promotion zum Doktor der Medizin ab. Es folgten Ausbildungen zum Facharzt für Neurologie und Psychiatrie sowie zum analytischen Psychotherapeuten am C.G. Jung-Institut in Stuttgart.
Gottmann arbeitete in der medizinischen Forschung und in Nervenkliniken. Zwei Jahre leitete er die Suchtabteilung am Klinikum Nordschwarzwald. Seit 1984 war er als Psychotherapeut und Psychiater in eigener Praxis tätig.
Von 1974 bis 1977 gab er die Zeitschrift Yoga und unsere Welt heraus.  1999 wurde er zum obersten spirituellen Lehrer (Mandalacharya) und weltweiten Leiter des Ordens Arya Maitreya Mandala berufen. Ebenfalls war er Vorsitzender der „Lama und Li Gotami Govinda Stiftung“ mit Sitz in München, die den künstlerischen, literarischen und spirituellen Nachlass von Lama Anagarika Govinda und Li Gotami Govinda verwaltet. Im Jahre 2015 übergab er – inzwischen 72-jährig – beide Funktionen an den österreichischen Philosophen  Volker Zotz.  Gottmann gab von 1999 bis 2014 die Zeitschrift Der Kreis mit heraus, die Themen des Buddhismus und der Spiritualität gewidmet ist.
Seit seinem 65. Lebensjahr ist Gottmann zeitweilig in psychosomatischen Kliniken sowie als Yogalehrer und als Dozent in der Ausbildung von Yogalehrern an Yogaschulen engagiert. Als Autor schreibt er Bücher über Meditation, indische Spiritualität und über Psychologie in Verbindung mit Yoga.
Zu Armin Gottmanns 70. Geburtstag gab Volker Zotz 2013 eine Festschrift mit dem Titel Schnittstellen. Buddhistische Begegnungen mit Schamanismus und westlicher Kultur heraus, zu der unter anderen der Psychologe und Indologe Robert Janssen, der Schriftsteller Heinz Pusitz und der Literaturwissenschaftler Yukio Kotani Beiträge lieferten. Zotz bezeichnet Gottmann in seiner Einleitung als „Grenzgänger zwischen Indien und Europa, dem Buddhismus und abendländischer Kultur, der Medizin westlicher Tradition und klassischen Heilweisen des Yoga.“

## Yoga und Buddhismus
Gottmann ist forschend, publizistisch und als Lehrer in den Bereichen Yoga und Buddhismus aktiv. So wies er im Rahmen seiner Dissertation an der Universität Mainz nach, dass sich unter der Yoga-Atemübung „Bastrika“ die Flimmerverschmelzungsgrenze anhebt, was auf einen gesteigerten Wachheitsgrad (Vigilanz) in Vorbereitung auf Meditation hindeutet. Es wurde damit der Beweis erbracht, dass eine Atemübung des Yoga die visuelle Wahrnehmungsfähigkeit verbessert. Eine kommentierte Bibliografie der Arbeiten Gottmanns zu Themen des Yoga, des Buddhismus und der Medizin findet sich in der Festschrift zu seinem 70. Geburtstag.
Er kritisierte teilweise die weit verbreitete Transzendentale (Mantra-)Meditation nach Maharishi Mahesh Yogi, indem er betonte, dass man Abendländern vor dem Aufnehmen entsprechender Meditationsformen ein Wissen über „Gehalt und Hintergrund“ von Mantras vermitteln müsse, weil sie sonst keinen Zugang dazu fänden.
Gottmann ist aktiv in der Yogalehrer-Ausbildung in Deutschland unter anderem bei der Gesellschaft für geisteswissenschaftliche Fortbildung e.V (GGF) in Düsseldorf, in Dresden und in Freiburg/Waldkirch. Unter anderem im „Haus der Stille“  (Roseburg) gibt er Meditationsseminare. Er verbindet „buddhistische Meditationspraxis mit psychotherapeutischen oder körperaktiven Elementen aus dem Bereich des Hatha-Yoga.“

## Werke
- Der Einfluss des autogenen Trainings und Bhastrika-Pranayamas auf die Flimmerverschmelzungsfrequenz: Ein experimenteller Vergleich zwischen autogenem Training (J. H. Schultz) und einer Atemübung des Yoga.  Mainz 1972
- Reise zum inneren Licht. Spiritualität für Anfänger.  Stuttgart: Theseus Verlag 2009, ISBN 978-3-7831-9560-6
- Lama Anagarika Govinda und der tibetische Buddhismus. Pforzheim 2010
- Buddhistische Meditation und seelisches Gleichgewicht. Der Kreis. Pforzheim 2012
- Stimmen des Unendlichen. Indischer spiritueller Roman. BoD 2019
- Freiheit im Yoga. Psychologie für Yogaübende. Roed Verlag 2023, ISBN 978-3-945489-04-8